# Tobias Figueiredo
Tobias Pereira Figueiredo (Sátão, 2 de febrero de 1994) es un futbolista portugués que juega como defensa en el Athletico Paranaense del Campeonato Brasileño de Serie B.

## Carrera
Figueiredo llegó al equipo juvenil del Sporting de Lisboa en 2006. Fue ascendido a las reservas en el verano de 2012 e hizo su debut profesional el 11 de agosto, en una derrota por 1-0 como visitante ante la UD Oliveirense por la Segunda Liga.
El 29 de enero de 2014 fue cedido al club español Reus hasta junio.
Debutó en la Primeira Liga el 18 de enero de 2015, jugando los 90 minutos en la victoria por 4-2 en casa contra el Rio Ave. Marcó su primer gol el 1 de febrero, en una victoria por 3-1 ante el Arouca.
El 30 de abril de 2015 extendió su contrato con el Sporting de Lisboa hasta 2021.

## Clubes
| Club                             | País       | Año           |
| -------------------------------- | ---------- | ------------- |
| Sporting de Lisboa B             | Portugal   | 2012-2015     |
| C. F. Reus Deportiu (cedido)     | España     | 2014          |
| Sporting de Lisboa               | Portugal   | 2015-2018     |
| C. D. Nacional (cedido)          | Portugal   | 2016-2017     |
| Nottingham Forest F. C. (cedido) | Inglaterra | 2018          |
| Nottingham Forest F. C.          | Inglaterra | 2018-2022     |
| Hull City A. F. C.               | Inglaterra | 2022-2023     |
| Fortaleza E. C.                  | Brasil     | 2023-presente |
| Criciúma E. C. (cedido)          | Brasil     | 2024          |
| Athletico Paranaense (cedido)    | Brasil     | 2025-presente |

## Palmarés

### Títulos nacionales
| Título                      | Club           | País     | Año  |
| --------------------------- | -------------- | -------- | ---- |
| Copa de Portugal            | Sporting C. P. | Portugal | 2015 |
| Supercopa de Portugal       | Sporting C. P. | Portugal | 2015 |
| Copa de la Liga de Portugal | Sporting C. P. | Portugal | 2018 |